# Tidsinvariant

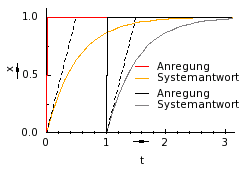
Ett tidsinvariant system har samma stegsvar oavsett tidpunkt för inkommande steg

Ett tidsinvariant system har egenskaper som inte ändras med tiden. Tidsinvarianta system är av stor betydelse inom signalteorin, och används ofta i koppling till antaganden om svag stationäritet för att förenkla beräkningar.
Om ett tidsinvariant system då det matas med signalen {\displaystyle x(t)} ger utsignalen {\displaystyle y(t)}, kommer det då det matas med signalen {\displaystyle x(t-T)} att ge utsignalen {\displaystyle y(t-T)}.

## Enkelt exempel
För att demonstrera hur ett system bedöms vara tidsinvariant eller ej föreställs följande system:
- System A: {\displaystyle y(t)=tx(t)}
- System B: {\displaystyle y(t)=10x(t)}

Då system A beror av tiden, t, utanför {\displaystyle x(t)} och {\displaystyle y(t)}, så är det inte tidsinvariant. System B beror inte av tiden utanför {\displaystyle x(t)} eller {\displaystyle y(t)} och är därmed tidsinvariant.